# موشا شوگیو
موشا شوگیو (به ژاپنی: 武者修行 Musha shugyō) پویش یا سفر زیارتی یک سامورایی جنگجو است. «شوگیوشا» بدون محافظت شدن از طرف خانواده یا مدرسه خود راه سفر را در پیش می‌گیرد و مهارت‌های خود را تمرین مد و تقویت می‌کرد. فعالیت‌های ممکن شامل آموزش در مدارس دیگر، دوئل کردن، انجام کارهای محافظتی یا مزدوری و جستجوی «دایمیو» برای خدمت است.
"موشا شوگیو" ("آموزش در جنگاوری") از راهبان ذن الهام گرفته شده است، که در سرگردانی‌های زاهدانه مشابهی شرکت می‌کردند (که آن را "آنگیو"، "سفر پیاده" می‌نامیدند). قبل از رسیدن به روشنیدگی (بودیسم).